# Ricardo Aldana Prieto
Luis Ricardo Aldana Prieto (Orizaba, Veracruz; 3 de mayo de 1954) es un político mexicano, miembro del Partido Revolucionario Institucional. Se ha desempeñado como dirigente en el Sindicato de Trabajadores Petroleros de la República Mexicana, y ha sido senador y en dos ocasiones diputado federal. Es conocido por su implicación en el escándalo político conocido como el Pemexgate.
Como ingeniero electromecánico, inició como trabajador de PEMEX en su juventud y escaló diversos cargos dentro del Sindicato de Trabajadores Petroleros de la República Mexicana hasta ser designado Tesorero de dicha organización durante las gestiones sindicales de Joaquín Hernández Galicia y Carlos Romero Deschamps.
Consejero político del PRI, ha sido senador plurinominal, posición desde donde se protegió con el fuero constitucional al ser acusado de desvío de fondos del Sindicato Petrolero, junto con Romero Deschamps; a quienes se procesó para su desafuero, solicitud que no prosperó debido a la presión de la bancada priista de romper diálogo con el entonces presidente Vicente Fox amenazando la gobernabilidad de México y secuestrar las reformas estructurales del país.
Posteriormente sería postulado como candidato plurinominal, en la Cámara de Diputados.